# Alele
Alele ist das bevölkerungsreichste Dorf des Distrikts Hihifo im Königreich Uvea, welches als Teil des französischen Überseegebiets Wallis und Futuna zu Frankreich gehört.

## Lage
Alele liegt im Osten Hihifos und an der Nordostküste der Insel Uvea, welche zu den Wallis-Inseln gehört. Das Dorf ist weit verstreut und besteht überwiegend aus kleinen Häusern. Es gibt einen Friseursalon und eine Kirche, die den Namen Chapelle de Vaitupu trägt, obwohl sie nicht in Vaitupu liegt.

## Bevölkerung
Die Bevölkerungszahl entwickelte sich wie folgt:
| Alele: Einwohnerzahlen von 1996 bis 2023 | Alele: Einwohnerzahlen von 1996 bis 2023 | Alele: Einwohnerzahlen von 1996 bis 2023 | Alele: Einwohnerzahlen von 1996 bis 2023 | Alele: Einwohnerzahlen von 1996 bis 2023 |
| ---------------------------------------- | ---------------------------------------- | ---------------------------------------- | ---------------------------------------- | ---------------------------------------- |
| Jahr                                     |                                          |                                          |                                          | Einwohner                                |
| 1996                                     | 1996                                     |                                          | 610                                      | 610                                      |
| 2003                                     | 2003                                     |                                          | 634                                      | 634                                      |
| 2008                                     | 2008                                     |                                          | 629                                      | 629                                      |
| 2013                                     | 2013                                     |                                          | 551                                      | 551                                      |
| 2018                                     | 2018                                     |                                          | 524                                      | 524                                      |
| 2023                                     | 2023                                     |                                          | 488                                      | 488                                      |
| Datenquelle: INSEE                       |                                          |                                          |                                          |                                          |